# يوشيكو ميبوتشي
يوشيكو ميبوتشي ( ولدت في 30 يناير 1914- توفيت في 13 نوفمبر 1984)، وتعد واحدة من أول ثلاث محاميات في اليابان.

## حياتها
يوشيكو ميبوتشي التي يطلق عليها أيضًا اسم يوشيكو سانفوتشي، ولدت في يوشيكو موتوه في سنغافورة في 30 يناير 1914. وكان من المتعارف في لك الوقت، أن المهن القانونية في اليابان كانت لـ "مواطن ياباني ذكر" و يجب ألا يقل عمره عن (20) عامًا. لم يتم تعديل هذا حتى عام 1933. كان ذلك في عام 1936 قبل السماح للنساء بدخول نقابة المحامين، وفيه بدأت النساء بدخول امتحان نقابة المحامين.
في عام 1938 كانت ميبوتشي واحدة من أول ثلاث سيدات ( إضافة إلى ماساكو ناكاتا وآي كوم) التي تمكنت من اجتياز الامتحان ( كانت النساء منذ عام 1929 على وشك دراسة القانون في كلية البنات في جامعة ميجي). بعد (18) شهرًا من التدريب أصبحت المحاميات الثلاث مؤهلات تأهيلاً تامًا في عام 1940. وبذلك، أصبحت ميبوتشي واحدة من أول قاضيتين في عام 1949 بعد الدستور الجديد.
كانت ميبوتشي أول قاضية في محكمة مقاطعة ناغويا في عام 1952، وفي عام 1972 أصبحت أول قاضية رئيسة لمحكمة الأسرة بمحافظة نيغاتا، توفيت في 13 نوفمبر 1984.